# L'Aigle de la mort
Pour plus de détails, voir Fiche technique et Distribution.
L'Aigle de la mort (The Shadow of the Eagle) est un serial américain en 12 chapitres réalisé par Ford Beebe et B. Reeves Eason, sorti en 1932.

## Résumé
Le colonel Nathan B. Skipper Gregory, un ancien As de la Première Guerre mondiale, est le propriétaire d'une fête foraine ambulante qui connaît des temps difficiles. Seul l'argent rapporté par Craig McCoy, un pilote aérien cascadeur, empêche la fermeture de Parc. La fille du colonel, Jean Gregory, travaille avec Craig en tant qu'ailier et parachutiste. Un mystérieux pilote, le légendaire Aigle dont on pense qu'il a été abattu par accident par son propre escadron pendant la guerre, tente de saboter l'entreprise. Il envoie des messages menaçants en écrivant dans le ciel la date à laquelle il a été abattu, le 23 mai 1918. On pense que Gregory est l'Aigle car il en veut à Evans Aero, qui lui a volé ses plans pour un avion radioguidé. Les soupçons se portent également sur McCoy, qui est également doué pour l'écriture dans le ciel et qui avait laissé le message après avoir été payé par une source anonyme.
Craig soupçonne que l'Aigle est M. Green, un directeur de la société ainsi qu'un pilote qui faisait partie du même escadron. Il pense qu'il est aussi le coupable probable du vol des plans de l'invention de Gregory. Lorsqu'il est confronté, Green s'échappe et fait équipe avec deux compatriotes, Tim Moore et Boyle mais Craig s'empare des plans et se précipite à la fête foraine pour les montrer à Jean.
Gregory, qui est cloué dans un fauteuil roulant, tente de se cacher des autorités. Pendant ce temps, quelqu'un fait voler l'avion de Craig et tente d'incendier la fête foraine depuis le ciel. Espérant prouver l'innocence de son père, le couple apprend alors la disparition de Gregory, capturé par les sbires de l'Aigle. Un meurtre a lieu à la corporation et Grégoire est à nouveau mis en cause. Jean continue de croire en l'innocence de son père. Accompagnée de Craig, ils échappent à la mort à plusieurs reprises en se battant avec des membres de gangs, alors qu'ils poursuivent le véritable Aigle.
Finalement, Craig démasque le malfaiteur, qui n'était autre que Green.

## Fiche technique
- Titre original : The Shadow of the Eagle
- Titre français : L'Aigle de la mort

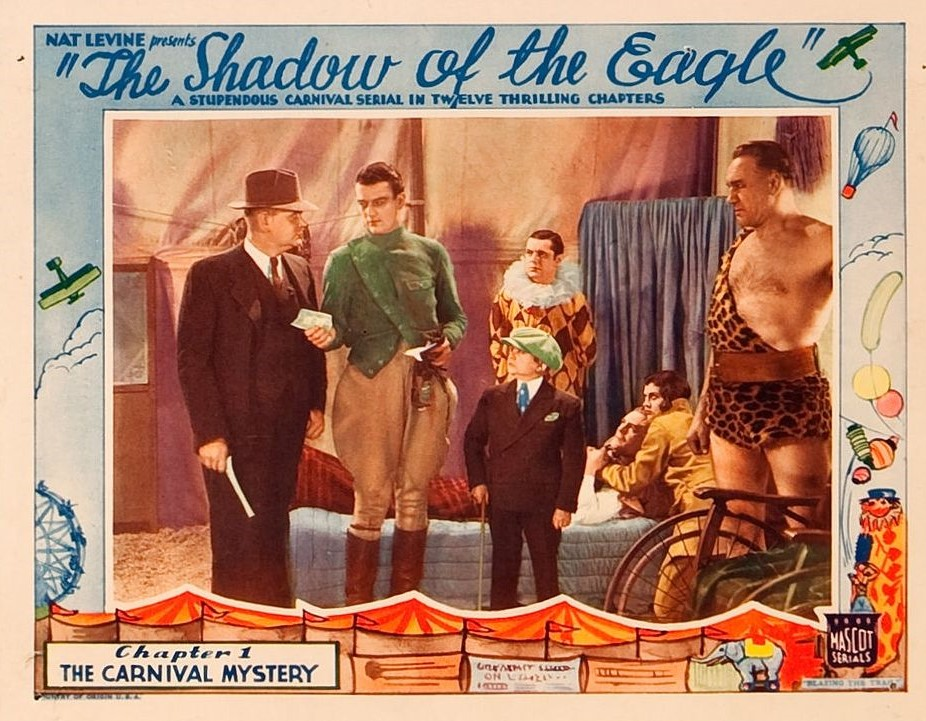
Carte promotionnelle pour le film.

- Réalisation : Ford Beebe et B. Reeves Eason
- Scénario : Ford Beebe, Colbert Clark, Wyndham Gittens
- Photographie : Benjamin H. Kline, Victor Scheurich
- Son : George Lowerre
- Montage : Wyndham Gittens, Ray Snyder
- Production : Nat Levine
- Société de production : Mascot Pictures
- Société de distribution : Mascot Pictures
- Pays de production :  États-Unis
- Langue originale : anglais
- Format : noir et blanc — 35 mm — 1,37:1 — son Mono
- Genre : Film policier
- Durée : 218 minutes
- Date de sortie :
  - États-Unis : 1er février 1932
- Licence : Domaine public

## Distribution
- John Wayne : Craig McCoy
- Dorothy Gulliver : Jean Gregory
- Walter Miller : Danby
- Kenneth Harlan : Ward
- Richard Tucker : Major Evans
- Pat O'Malley : Ames
- Edmund Burns : Clark
- Yakima Canutt : Boyle
- Roy D'Arcy : Gardner
- Billy West : Bob le Clown

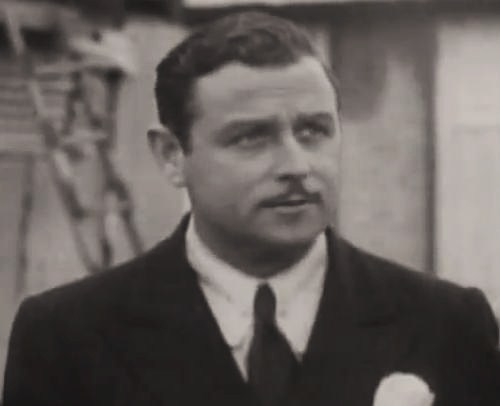
Edmund Burns dans une scène du film.

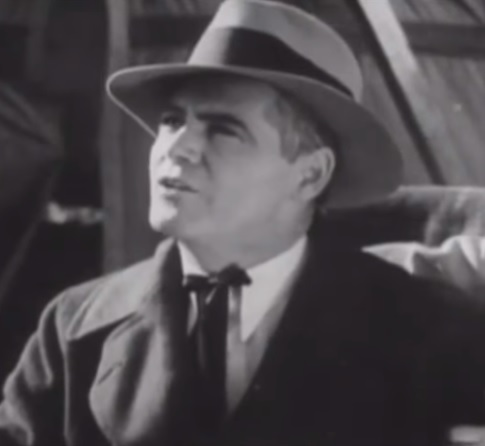
Edward Hearn dans une scène du film.

- Guy Edward Hearn : Colonel Nathan Gregory
- Bud Osborne : Tim Moore
- Monte Montague : Callahan
- Ivan Linow : le colosse Henie

## Liste des épisodes
1. The Carnival Mystery
2. Pinholes
3. The Eagle Strikes
4. Man of a Million Voices
5. The Telephone Cipher
6. Code of the Carnival
7. Eagle or Vulture?
8. On the Spot
9. The Thieves Fall Out
10. The Man Who Knew
11. The Eagle's Wings
12. The Shadow Unmasked